# Фёдоровское (Сергиево-Посадский район)
Фёдоровское — деревня в Сергиево-Посадском районе Московской области России, входит в состав городского поселения Богородское.

## Население
| 1835 | 1850 | 1857 | 1859 | 1895 | 1905 | 1926 | 2002 |
| ---- | ---- | ---- | ---- | ---- | ---- | ---- | ---- |
| 242  | ↗353 | ↘269 | ↗272 | ↗350 | ↗355 | ↗396 | ↘7   |
| 2006 | 2010 |      |      |      |      |      |      |
| ↗8   | ↗29  |      |      |      |      |      |      |

## География
Деревня Фёдоровское расположена на севере Московской области, в восточной части Сергиево-Посадского района, примерно в 75 км к северу от Московской кольцевой автодороги и 23 км к северу от станции Сергиев Посад Ярославского направления Московской железной дороги, по правому берегу реки Куньи и образованного на ней водохранилища Загорской ГАЭС.
В 10 км юго-восточнее деревни проходит Ярославское шоссе М8, в 15,5 км к югу — Московское большое кольцо А108, в 35 км к западу — автодорога Р112. Ближайшие населённые пункты — рабочий посёлок Богородское, деревни Борисово и Несвитаево.
К деревне приписано садоводческое товарищество.
Связана автобусным сообщением с городом Сергиевым Посадом.

## История
…Деревня, что было сельцо Өеодоровское, а въ ней монастырскихъ служекъ два двора, монастырскихъ мельничныхъ служебниковъ 3 двора, крестьянъ 2 двора да бобылей 2 двора, пашни, что пашутъ служки на себя, худые земли 6 чети, а дана имъ та пашня изъ монастыря за годовое денежное и хлѣбное жалованье, крестьянской пашни 6 чети, да перелогу 14 чети да лѣсом поросло 30 чети въ полѣ, сѣна 120 копенъ, лѣсу 2 десятины…— писцовые книги 1627—1631 гг.
В «Списке населённых мест» 1862 года — казённая деревня 2-го стана Александровского уезда Владимирской губернии на Никольском просёлочном тракте от Никольского перевоза через реку Дубну в город Александров, в 38 верстах от уездного города и 12 верстах от становой квартиры, при реке Кунье, с 45 дворами, заводом и 272 жителями (120 мужчин, 152 женщины).
По данным на 1895 год — деревня Рогачёвской волости Александровского уезда с 350 жителями (165 мужчин, 185 женщин). Основным промыслом населения являлось хлебопашество, в зимнее время женщины и подростки занимались размоткой шёлка и клеением гильз, 58 человек уезжали в качестве прислуги и фабричных рабочих на отхожий промысел в Санкт-Петербург, Сергиевский посад и Александровский уезд.
По материалам Всесоюзной переписи населения 1926 года — деревня Титовского сельсовета Рогачёвской волости Сергиевского уезда Московской губернии в 12,8 км от Ярославского шоссе и 30,9 км от станции Сергиево Северной железной дороги; проживало 396 человек (171 мужчина, 225 женщин), насчитывалось 73 хозяйства (72 крестьянских).
С 1929 года — населённый пункт Московской области в составе:
- Выпуковского сельсовета Сергиевского района (1929—1930)[16],
- Выпуковского сельсовета Загорского района (1930—1963, 1965—1984)[17][18][19],
- Выпуковского сельсовета Мытищинского укрупнённого сельского района (1963—1965)[17],
- рабочего посёлка Богородское Загорского района, административное подчинение (1984—1991)[18],
- рабочего посёлка Богородское Сергиево-Посадского района, административное подчинение (1991—2006)[18],
- городского поселения Богородское Сергиево-Посадского района (2006 — н. в.)[20].